# Phil Woolas

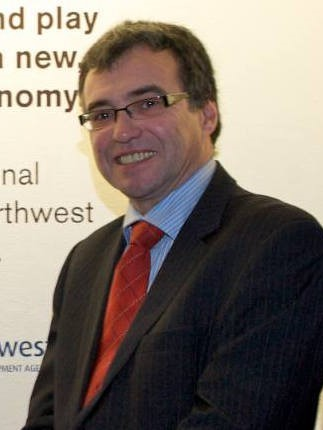
Phil Woolas (2009)

Phil James Woolas, född 11 december 1959 är en tidigare brittisk parlamentsledamot för Labourpartiet. Han representerade valkretsen Oldham East and Saddleworth från valet 1997 till 2010. Han omvaldes i valet 2010, men valresultatet förklarades ogiltigt efter att Woolas avsiktligt spridit falska uppgifter om sin motståndare i valet. Det var första gången på 99 år som ett motsvarande beslut fattats, och innebar att Woolas förbjöds att inneha offentliga ämbeten de kommande tre åren.
Han har varit ordförande för den brittiska studentkåren (National Union of Students).